# NGC 770
NGC 770 é uma galáxia elíptica (E1) localizada na direcção da constelação de Aries. Possui uma declinação de +18° 57' 18" e uma ascensão recta de 1 horas, 59 minutos e 13,5 segundos.
A galáxia NGC 770 foi descoberta em 3 de Novembro de 1855 por William Parsons.